# Parker, Arizona
Parker är administrativ huvudort i La Paz County i Arizona. Vid 2010 års folkräkning hade Parker 3 083 invånare.